# 1re brigade aéroportée (Japon)
la 1re division aéroportée est une unité militaire de la Force terrestre d'autodéfense japonaise.

## Histoire

### Accident d’Osutaka
L'unité a participé au sauvetage des survivants d’un accident d’avion gros porteur de Japan Airlines dans les montagnes d’Osutaka, dans la préfecture de Gunma, en 1985.

### Tremblement de terre de Hanshin-Awaji
L'unité a participé au sauvetage des survivants du tremblement de terre de Hanshin-Awaji en 1995.

### 1erparachutage

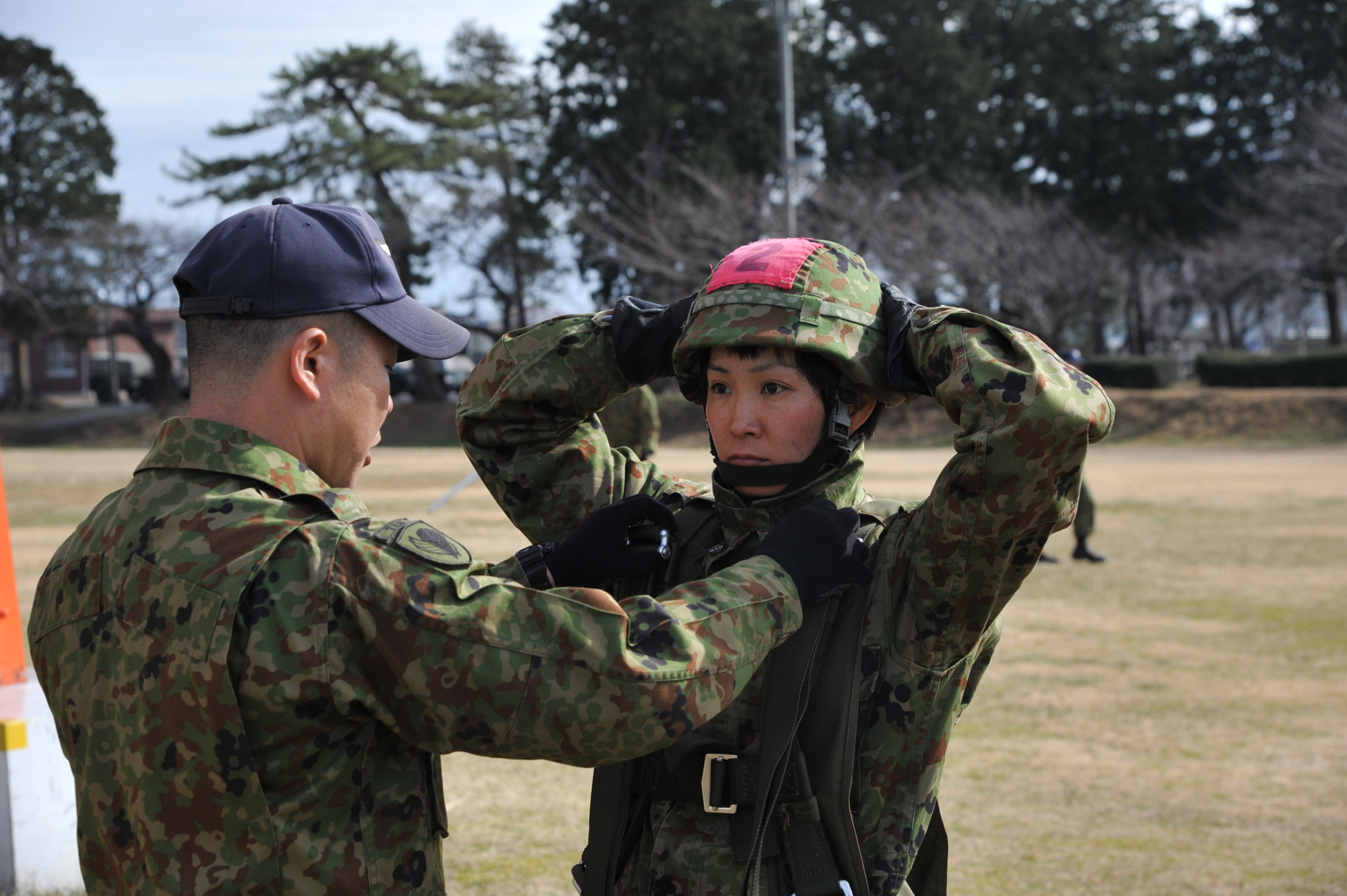
Reina Hashiba, sergent de la 1re division aéroportée, pendant la préparation des parachutes.

Les premiers exercices de sauts en parachutes ont lieu en 2019.

## Déploiement
L'unité participe à des exercices de défense du territoire. Elle participe aussi à des exercices commun avec l'armée américaine.
L'unité est basée à Narashino. Le commandement est à Funabashi.

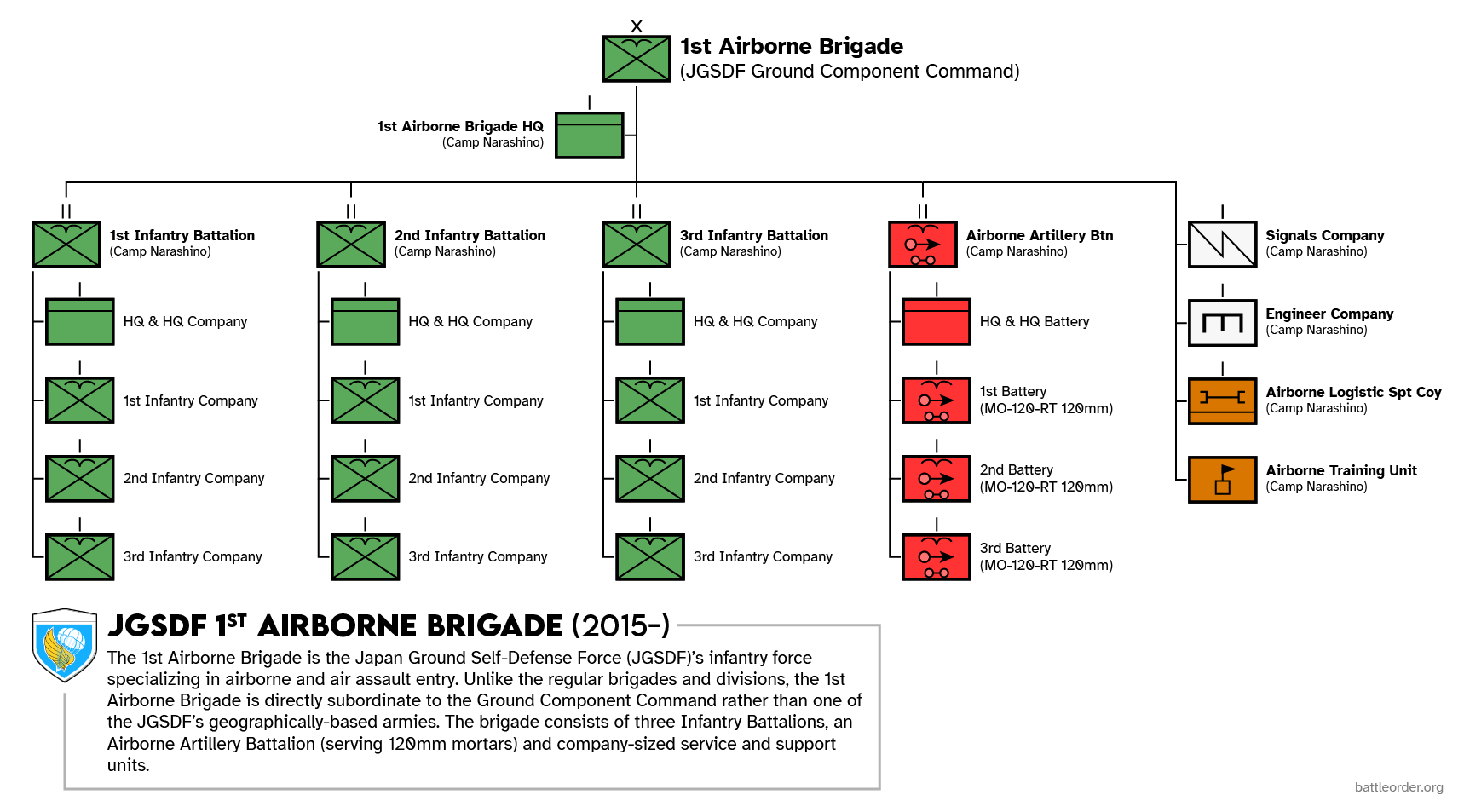
Organigramme de l'unité en 2015.

## Missions
En cas de crise nationale telle qu’une invasion ou une catastrophe de grande ampleur, son rôle est d’atterrir en parachute ou par d’autres moyens, et de littéralement « se mettre en ligne » pour effectuer toutes sortes de tâches.